# Anita Rummelhoff
Anita Rummelhoff, född 8 april 1935 i Oslo, död 28 juni 1997, var en norsk skådespelare.
Rummelhoff debuterade 1956 vid Det norske teatret och var därefter engagerad vid Nationaltheatret, Riksteatret, Rogaland Teater och från 1965 åter vid Det norske teatret. Bland de roller hon gjorde återfinns Hilde i Bygmester Solness, Kristina i Påsk och Polly i Tolvskillingsoperan. Hon filmdebuterade 1955 i Arne Skouens Barn av solen och medverkade i elva film- och TV-produktioner fram till 1992.

## Filmografi
- 1955 – Barn av solen
- 1958 – Ut av mørket
- 1959 – Hete septemberdager
- 1967 – Den innbilt syke
- 1973 – Barselstuen
- 1974 – Ungen
- 1979 – Rallarblod
- 1980 – Åpenbaringen
- 1982 – Pelle Parafins Bøljeband og automatspøkelsene (TV-serie)
- 1984 – Det gode mennesket i Sezuan
- 1992 – Det perfekte mord